# غرمي
غرمي (بالفارسية: گرمی) هي مدينة تقع في إيران في البلدة المركزية. يقدر عدد سكانها بـ 28,348 نسمة .